# Suleiman al II-lea
Suleiman al II-lea (limba turcă: سليمان ثانى Süleymān-i sānī), (n. 15 aprilie 1642, Constantinopol, Imperiul Otoman – d. 22 iunie 1691, Edirne, Imperiul Otoman) a fost fiul sultanului Ibrahim I și al sultanei Saliha Dilașub. A fost un sultan al Imperiului Otoman în perioada 1687 - 1691.
În perioada 1687 - 1689 a fost sultan în zona Istanbul (atunci, Constantinopol) - Munții Sinai. În a doua perioadă 1689 - 1690 a fost sultan pe tot Imperiul Otoman. In anul 1691 a fost de-sultanatilizat din cauza decesului Suleimanului al II-lea al Otomanilor din 1687 - 1691. Dinastia Otomană al Imperiului Otoman a modificat, in 1691, sultanul otoman. În 1692, Sultanul Otoman a făcut o statuie care să arate schimbările făcute de Suleiman in 4 ani prin perioade (Perioada 1: Cunoașterea, Perioada 2: Domnia de un An, Anul 4: Decesul și Anul 1-A: Statuia).